# حسین ایرانی
حسین ایرانی (زاده ۱۳۲۳ قم درگذشت ۳۰ اسفند ۱۳۸۷) روحانی و سیاست‌مدار، نماینده سابق دورهٔ پنجم مجلس شورای اسلامی در حوزه انتخابیه شهرستان قم بود. رهبر جمهوری اسلامی ایران در پی درگذشت وی پیام تسلیت فرستاد